# Lista de vereadores da cidade do Rio de Janeiro (2017-2020)
Esta é uma lista de vereadores da cidade do Rio de Janeiro na legislatura 2017-2020. Todos foram eleitos na Eleição municipal do Rio de Janeiro em 2016 de 2 de outubro de 2016 para ocuparem as 51 cadeiras na 10ª Legislatura da Câmara Municipal do Rio de Janeiro. O prédio da Câmara chama-se Palácio Pedro Ernesto.
Ao final da legislatura, durante a janela partidária de seis meses antes do pleito seguinte, quase metade dos vereadores mudou de partido.

## Vereadores em exercício
| Nome                              | Partido                                   | Coligação/ Eleito | Votos   | %    | Variação de 2012 | Situação | Ref.               |
| --------------------------------- | ----------------------------------------- | ----------------- | ------- | ---- | ---------------- | --- | ------------------ |
| Rosa Fernandes                    | PSC (eleita pelo PMDB)                    | PMDB              | 57.868  | 1,98 | 10.584           | | [ 2 ] [ 3 ]        |
| Junior da Lucinha                 | PL (eleito pelo PMDB)                     | PMDB              | 45.124  | 1,54 | 13.942           | | [ 2 ] [ 3 ]        |
| Jorge Felippe                     | DEM (eleito pelo PMDB)                    | PMDB              | 28.104  | 0,96 | 9.416            | Presidente da Câmara. | [ 2 ] [ 3 ]        |
| Jairinho                          | Solidariedade (eleito pelo PMDB)          | PMDB              | 26.047  | 0,89 | 17.134           | | [ 2 ] [ 3 ]        |
| Thiago K. Ribeiro                 | DEM (eleito pelo PMDB)                    | PMDB              | 24.900  | 0,85 | 8.804            | | [ 2 ] [ 3 ]        |
| Rafael Aloisio Freitas            | Cidadania (eleito pelo PMDB)              | PMDB              | 22.897  | 0,78 | 2.381            | | [ 2 ] [ 3 ]        |
| Willian Coelho                    | DC (eleito pelo PMDB)                     | PMDB              | 20.678  | 0,71 | 4.173            | | [ 2 ] [ 3 ]        |
| Verônica Costa (eleita pelo PMDB) | DEM                                       | PMDB              | 19.946  | 0,68 | 11.569           | | [ 2 ] [ 3 ]        |
| Dr. João Ricardo                  | PSC (eleito pelo PMDB)                    | PMDB              | 14.994  | 0,51 | 4.713            | | [ 2 ] [ 3 ]        |
| Átila Alexandre Nunes             | DEM (eleito pelo PMDB)                    | PMDB              |         |      |                  | Substituiu Chiquinho Brazão. | [ 4 ]              |
| Tarcísio Motta                    | PSOL                                      | PSOL - PCB        | 90.473  | 3,10 | Não concorreu    | | [ 2 ] [ 3 ]        |
| Babá                              | PSOL                                      | PSOL - PCB        |         |      |                  | Substituiu Marielle Franco. | [ 5 ] [ 6 ] [ 7 ]  |
| Renato Cinco                      | PSOL                                      | PSOL - PCB        | 17.162  | 0,59 | 4.664            | | [ 2 ] [ 3 ]        |
| Paulo Pinheiro                    | PSOL                                      | PSOL - PCB        | 13.141  | 0,45 | 15.398           | | [ 2 ] [ 3 ]        |
| Leonel Brizola Neto               | PSOL                                      | PSOL - PCB        | 11.087  | 0,38 | 12.957           | | [ 2 ] [ 3 ]        |
| Dr. Marcos Paulo                  | PSOL                                      | PSOL - PCB        |         |      |                  | Substituiu David Miranda. | [ 4 ]              |
| Cesar Maia                        | DEM                                       | DEM               | 71.468  | 2,45 | 27.373           | | [ 2 ] [ 3 ]        |
| Matheus Floriano                  | PSD                                       | DEM               |         |      |                  | Substituiu Carlo Caiado. | [ 2 ] [ 3 ]        |
| Alexandre Isquierdo               | DEM                                       | DEM               | 24.701  | 0,85 | 8.655            | | [ 2 ] [ 3 ]        |
| Professor Celio Lupparelli        | DEM                                       | DEM               | 8.692   | 0,30 | Não concorreu    | | [ 2 ] [ 3 ]        |
| Major Elitusalem Freitas          | PSC                                       | PSC               |         |      |                  | Substitui Cláudio Castro. | [ 8 ]              |
| Fátima da Solidariedade           | Solidariedade (eleita pelo PSC)           | PSC               |         |      |                  | Substituiu Otoni de Paula Júnior. | [ 4 ]              |
| Carlos Bolsonaro                  | Republicanos (eleito pelo PSC)            | PSC               | 106.657 | 3,65 | 82.978           | | [ 2 ] [ 3 ]        |
| João Mendes de Jesus              | Republicanos                              | PRB               | 31.516  | 1,08 | 6.543            | Substituído por um tempo por Tiãozinho do Jacaré.                                                                                                   | [ 2 ] [ 3 ] [ 9 ]  |
| Tânia Bastos                      | Republicanos                              | PRB               | 22.930  | 0,78 | 1.920            | Vice-presidente da Câmara. | [ 2 ] [ 3 ]        |
| Bispo Inaldo Silva                | Republicanos                              | PRB               | 22.735  | 0,78 | Não concorreu    | | [ 2 ] [ 3 ]        |
| Welington Dias                    | PDT                                       | PRTB - PROS - PEN |         |      |                  | Substituiu Val Ceasa. | [ 4 ]              |
| Teresa Bergher                    | Cidadania                                 | PSDB - PPS        | 30.566  | 1,05 | 3.222            | | [ 2 ] [ 3 ]        |
| Felipe Michel                     | Progressistas (eleito pelo PSDB)          | PSDB - PPS        | 10.300  | 0,35 | 6.284            | Foi substituído temporariamente por Alexandre Arraes quando assumiu a Secretaria Municipal de Envelhecimento Saudável, Qualidade de Vida e Eventos. | [ 2 ] [ 3 ] [ 10 ] |
| Professor Adalmir                 | Progressistas (eleito pelo PSDB)          | PSDB - PPS        | 8.804   | 0,30 | 5.914            | | [ 2 ] [ 3 ]        |
| Zico                              | Republicanos (eleito pelo PTB)            | PTB               | 21.565  | 0,74 | 15.146           | | [ 2 ] [ 3 ]        |
| Marcelo Arar                      | PTB                                       | PTB               | 16.230  | 0,56 | 526              | | [ 2 ] [ 3 ]        |
| Rogério Rocal                     | PSD (eleito pelo PTB)                     | PTB               | 15.055  | 0,52 | 5.427            | | [ 2 ] [ 3 ]        |
| Vera Lins                         | Progressistas                             | PP                | 36.117  | 1,24 | 4.290            | | [ 2 ] [ 3 ]        |
| Marcelino D'Almeida               | Progressistas                             | PP                | 24.116  | 0,83 | 877              | | [ 2 ] [ 3 ]        |
| Dr. Carlos Eduardo                | Podemos (eleito pelo Solidariedade)       | SDD - PSL         | 19.822  | 0,68 | 14.072           | | [ 2 ] [ 3 ]        |
| Dr. Jorge Manaia                  | Progressistas (eleito pelo Solidariedade) | SDD - PSL         | 13.249  | 0,45 | 2.563            | | [ 2 ] [ 3 ]        |
| Reimont                           | PT                                        | PT - PC do B      | 19.626  | 0,67 | 1.612            | | [ 2 ] [ 3 ]        |
| Luciana Novaes                    | PT                                        | PT - PC do B      | 16.679  | 0,57 | 8.395            | | [ 2 ] [ 3 ]        |
| Renato Moura                      | Patriota (eleito pelo PDT)                | PDT               | 13.572  | 0,46 | 2.203            | Substituído por Duda Petra. | [ 2 ] [ 3 ] [ 11 ] |
| Fernando William                  | PDT                                       | PDT               | 12.055  | 0,41 | 9.654            | | [ 2 ] [ 3 ]        |
| Marcello Siciliano                | Progressistas (eleito pelo PHS)           | PHS               | 13.553  | 0,46 | Não concorreu    | | [ 2 ] [ 3 ]        |
| Zico Bacana                       | Podemos (eleito pelo PHS)                 | PHS               | 7.932   | 0,27 | Não concorreu    | | [ 2 ] [ 3 ]        |
| Luiz Carlos Ramos Filho           | PMN (eleito pelo PTN)                     | PTN               | 8.618   | 0,29 | Não concorreu    | | [ 2 ] [ 3 ]        |
| Jones Moura                       | PSD                                       | PSD               | 12.722  | 0,44 | Não concorreu    | | [ 2 ] [ 3 ]        |
| Eliseu Kessler                    | PSD                                       | PSD               | 10.777  | 0,37 | 1.940            | | [ 2 ] [ 3 ]        |
| Dr. Gilberto                      | PTC (eleito pelo PMN)                     | PMN               | 12.165  | 0,42 | 2.385            | | [ 2 ] [ 3 ]        |
| Jair da Mendes Gomes              | PROS (eleito pelo PMN)                    | PMN               | 8.112   | 0,28 | 3.184            | | [ 2 ] [ 3 ]        |
| Leandro Lyra                      | Republicanos (eleito pelo Novo)           | NOVO              | 29.217  | 1,00 | Não concorreu    | | [ 2 ] [ 3 ]        |
| Paulo Messina                     | MDB (eleito pelo PROS)                    | PRTB - PROS - PEN | 15.346  | 0,53 | 5.234            | | [ 2 ] [ 3 ]        |
| Ítalo Ciba                        | Avante                                    | PT do B - PTC     | 6.023   | 0,21 | 1.250            | | [ 2 ] [ 3 ]        |

## Mesa Diretora
| Nome           | Partido      | Função             |
| -------------- | ------------ | ------------------ |
| Jorge Felippe  | DEM          | Presidente         |
| Tânia Bastos   | Republicanos | 1° Vice-Presidente |
| Zico           | Republicanos | 2° Vice-Presidente |
| Rogério Rocal  | PSD          | 1° Secretário      |
| Eliseu Kessler | PSD          | 2° Secretário      |

## Prisão
O vereador Dr. Gilberto (PMN) foi preso em agosto de 2017 acusado de cobrar propina para a liberação de corpos no IML de Campo Grande. Foi substituído por Ulisses Marins, também do PMN. Em 13 de novembro de 2018, Dr. Gilberto retomou seu mandato após conseguir a suspensão de medidas cautelares.

## Morte
| Nome            | Partido | Coligação/ Eleito | Votos  | %    | Variação de 2012 | Situação                               | Ref.              |
| --------------- | ------- | ----------------- | ------ | ---- | ---------------- | -------------------------------------- | ----------------- |
| Marielle Franco | PSOL    | PSOL - PCB        | 46.502 | 1,59 | Não concorreu    | Foi assassinada. Substituída por Babá. | [ 2 ] [ 3 ] [ 7 ] |

## Afastados
| Nome         | Partido | Coligação/ Eleito | Votos  | %    | Variação de 2012 | Situação                                                                             | Ref.               |
| ------------ | ------- | ----------------- | ------ | ---- | ---------------- | ------------------------------------------------------------------------------------ | ------------------ |
| Carlo Caiado | DEM     | DEM               | 28.122 | 0,96 | 12.974           | Suplente do deputado estadual André Corrêa. Assumiu a vaga após o titular ser preso. | [ 2 ] [ 3 ] [ 15 ] |

## Renúncia
| Nome                  | Partido  | Coligação/ Eleito | Votos  | %    | Variação de 2012 | Situação                                                                                            | Ref.              |
| --------------------- | -------- | ----------------- | ------ | ---- | ---------------- | --------------------------------------------------------------------------------------------------- | ----------------- |
| Cláudio Castro        | PSC      | PSC               | 10.262 | 0,35 | 1.964            | Foi eleito vice-governador na chapa de Wilson Witzel. Substituído por Major Elitusalem.             | [ 2 ] [ 3 ] [ 4 ] |
| Val Ceasa             | Patriota | PRTB - PROS - PEN | 15.388 | 0,53 | Não concorreu.   | Foi eleito deputado estadual. Substituído por Welington Dias.                                       | [ 2 ] [ 3 ] [ 4 ] |
| Chiquinho Brazão      | Avante   | PMDB              | 23.923 | 0,82 | 11.721           | Foi eleito deputado federal. Substituído por Átila Alexandre Nunes.                                 | [ 2 ] [ 3 ] [ 4 ] |
| David Miranda         | PSOL     | PSOL - PCB        | 7.012  | 0,24 | Não concorreu    | Tomou posse como deputado federal após a renúncia de Jean Wyllys. Substituído por Dr. Marcos Paulo. | [ 2 ] [ 3 ] [ 4 ] |
| Otoni de Paula Júnior | PSC      | PSC               | 7.801  | 0,27 | 783              | Foi eleito deputado federal. Substituído por Fátima da Solidariedade.                               | [ 2 ] [ 3 ] [ 4 ] |